# Maria Schmitz (Politikerin)

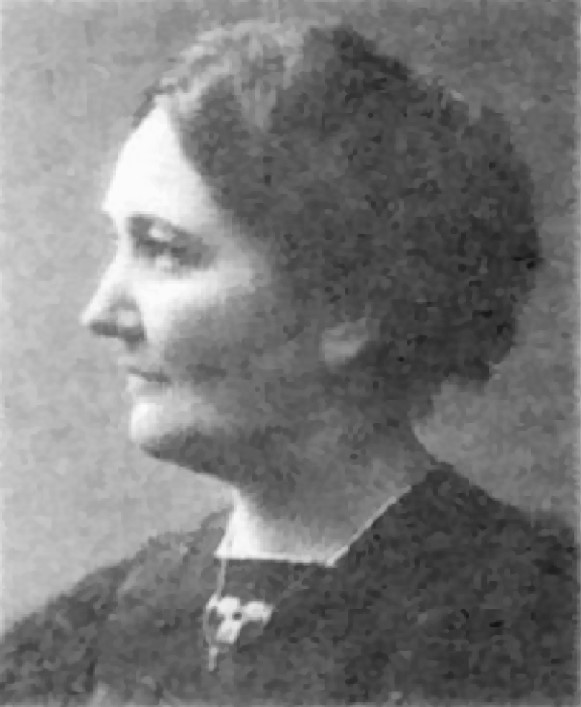
Maria Schmitz

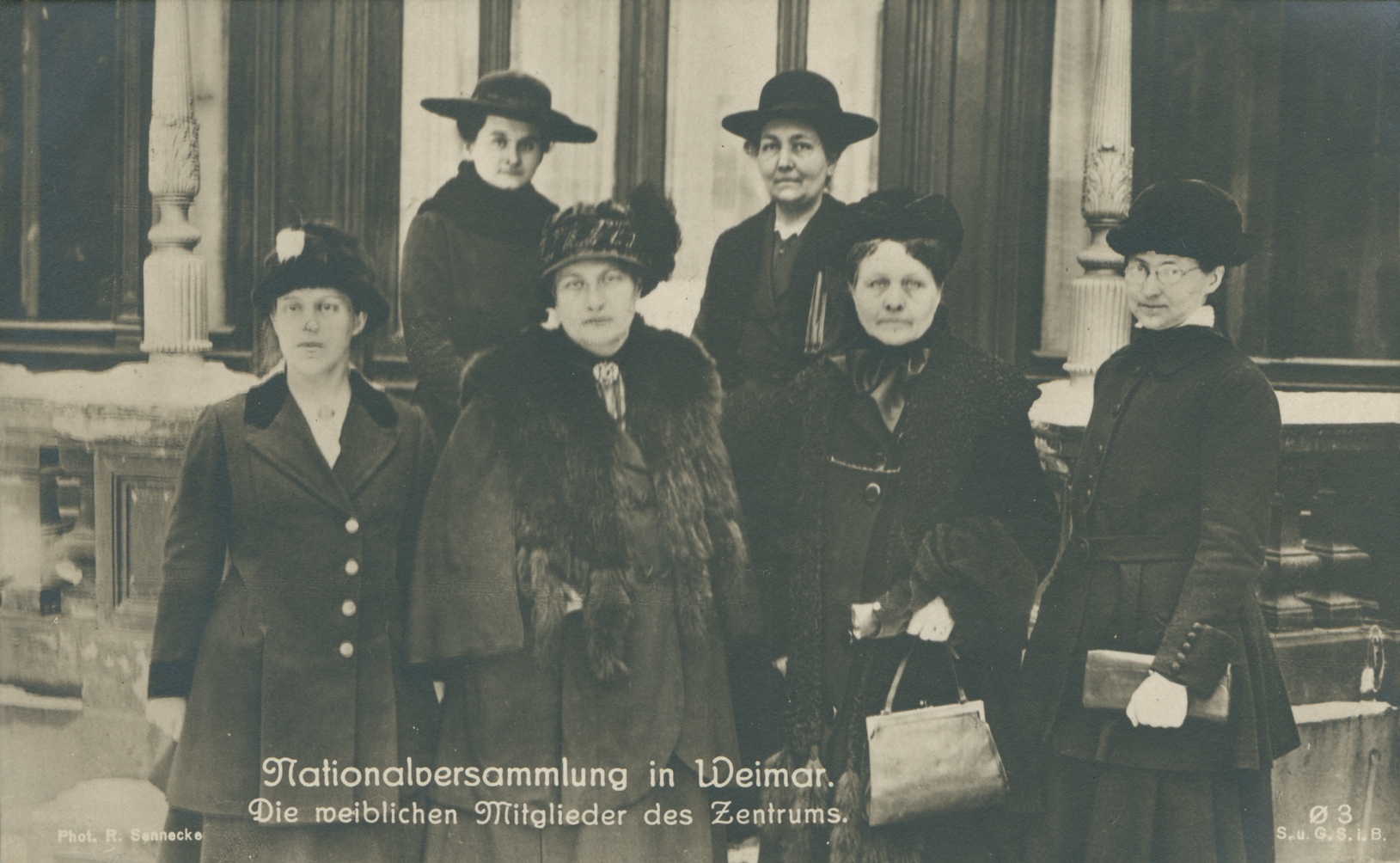
Weibliche Abgeordnete der Zentrumspartei in der Weimarer Nationalversammlung, 1919/20, Maria Schmitz hinten rechts

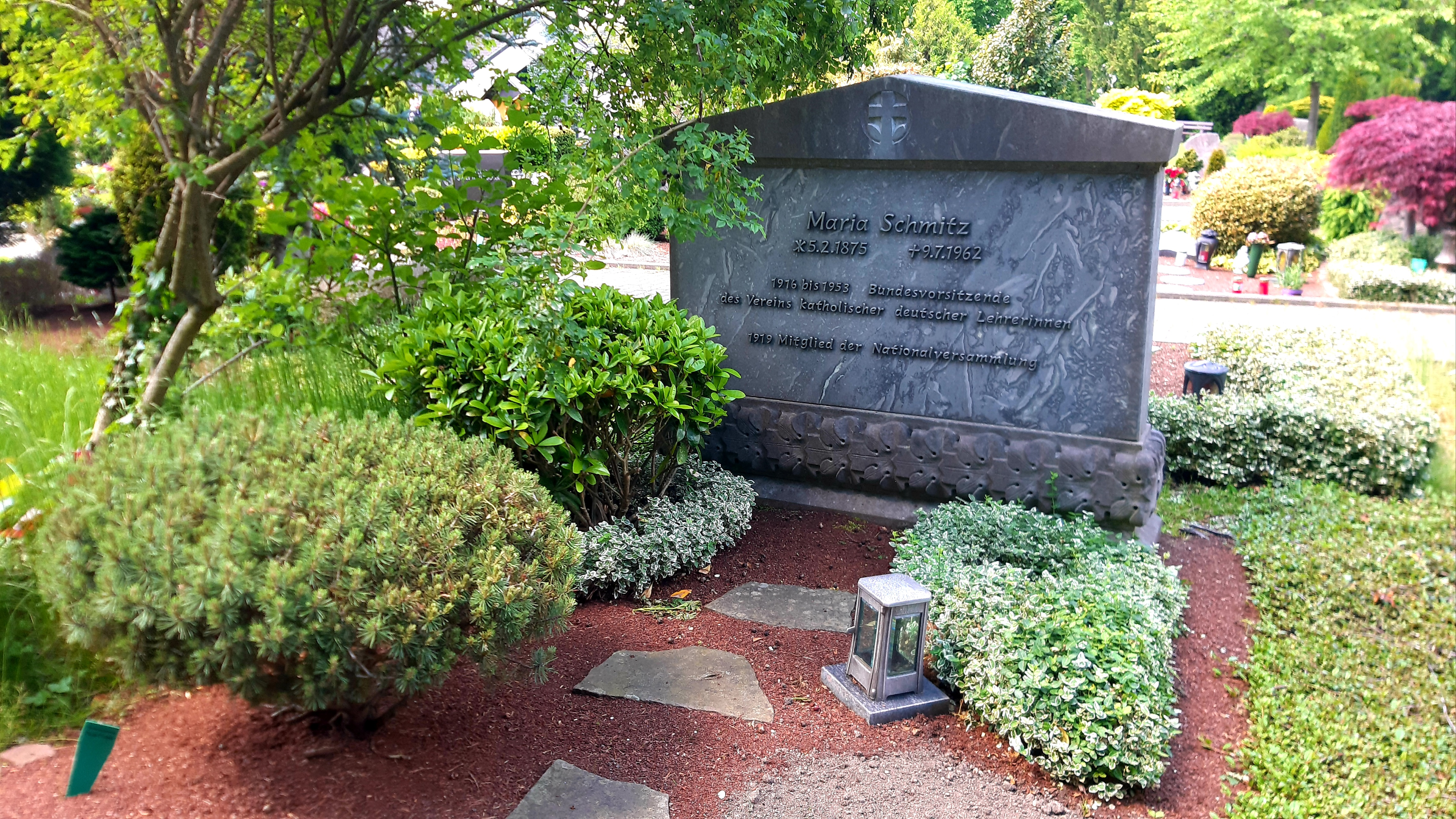
Grabmal in Essen-Borbeck

Maria Johanna Schmitz (* 5. Februar 1875 in Aachen; † 9. Juli 1962 in Essen-Borbeck) war eine deutsche Lehrerin und Politikerin des Zentrums.

## Leben und Beruf
Nach dem Besuch einer privaten Höheren Töchterschule und des Lehrerinnenseminars in Aachen war Schmitz bereits mit 19 Jahren als Lehrerin an der Höheren Mädchenschule Caspari in Trier tätig. Von 1900 bis 1902 besuchte sie Oberlehrerinnenkurse für die Fächer Deutsch und Geschichte an der Westfälischen Wilhelms-Universität in Münster. Von 1903 bis 1910 war sie an der städtischen Lehrerinnenbildungsanstalt in ihrer Heimatstadt Aachen in der Ausbildung junger Lehrerinnen aktiv. Anschließend war sie an der Studienanstalt St. Ursula in Aachen tätig. Sie war 1907 an der Gründung des Hildegardis-Vereins beteiligt, dessen Vorsitzende sie wurde.

### Vorsitzende im Verein katholischer deutscher Lehrerinnen
Neben ihrer beruflichen Tätigkeit war sie seit dem Jahr 1900 aktives Mitglied im Verein katholischer deutscher Lehrerinnen (VkdL) in Recklinghausen und dort ab 1908 Zweite Vorsitzende sowie von 1912 bis 1916 ehrenamtliche Geschäftsführerin. Von 1916 an war sie Erste Vorsitzende bis zur zwangsweisen Auflösung 1937. Nach dem Zweiten Weltkrieg bemühte sie sich mit Albertine Badenberg um den Wiederaufbau der Organisation und wurde erneut zur Ersten Vorsitzenden gewählt. 1949 zog die Geschäftsstelle des VdkL von Recklinghausen nach Essen. 1953 wurde Schmitz auf eigenen Wunsch von Elisabeth Mleinik als Vorsitzende abgelöst und blieb danach Ehrenvorsitzende. Zudem war sie Präsidiumsmitglied im Bund katholischer Erzieher Deutschlands. Sie wurde mit dem päpstlichen Kreuz Pro ecclesia et pontifice und anlässlich ihrer Vollendung des 80. Lebensjahres mit dem Bundesverdienstkreuz 1. Klasse ausgezeichnet.
Maria Schmitz wurde auf dem katholischen Friedhof an der Hülsmannstraße in Essen-Borbeck beigesetzt.

### Abgeordnete im Reichstag
Schmitz gehörte 1919/20 für das Zentrum der Weimarer Nationalversammlung an. Bei der Reichstagswahl 1920 kandidierte sie zwar, wurde aber aufgrund ihres schlechten Listenplatzes nicht gewählt. In der Nationalversammlung setzte sie sich für die Beibehaltung des Lehrerinnenzölibats ein, konnte sich damit am 17. Juli 1919 jedoch nicht gegen SPD, DDP, DVP und USPD durchsetzen, die diese Sonderregel zulasten weiblicher Beamter aus dem Verfassungsentwurf strichen.

## Veröffentlichungen
- Die Beziehungen Friedrich Barbarossas zu Aachen, In: Zeitschrift des Aachener Geschichtsvereins, Band 24, Aachen 1902, Seiten 1 ff.
- Vom christlichen Stande der Ehelosigkeit, in: Wochenschrift für katholische Lehrerinnen, Jg. 1928, Seiten 405 ff.
- Erinnerungen an die deutsche Nationalversammlung, in: Die christliche Frau 27 (1929) 78-84.
- Die Idee des Hildegardisvereins und seine Gründung, in: Die christliche Frau, Jg. 1957, Seiten 82f.